# Роуг Ривър (град, Орегон)
Роуг Ривър (на английски: Rogue River) е град в окръг Джаксън, щата Орегон, САЩ. Роуг Ривър е с население от 1847 жители (2000) и обща площ от 2,5 km². Намира се на 304,8 m надморска височина. ЗИП кодът му е 97537, а телефонният му код е 541.